# АНТ-2
Туполев АНТ-2 е експериментален самолет, произведен в конструкторско бюро Туполев. Това е първият изцяло метален самолет на Туполев, с екипаж от двама души.

## История
Андрей Туполев разбира практическото значение на употребата на метала в самолетостроенето. Леките метални сплави са по-издръжливи от дървесината и са много по-практични за суровите зимни условия на Русия. Поради тази причина на 21 октомври 1922 г. специална комисия основава ЦАГИ, която след смъртта на Туполев взима името му. Той ръководи инситута и първата му работа е изграждането на оборудване за конструирането на самолети.
Фабриката вече е избрана и местоположението ѝ е в регион Владимир, близо до Москва. В завода е добита висококачествена сплав наречена Колчугалуминиум. Първите добиви са през септември 1922 г. Поради тази причина комисията е основана, за да започне конструирането на изцяло метални самолети и да открие начини за тестване на издръжливостта на материалите. Туполев основава конструкторско бюро вътре в ЦАГИ. Бюрото разполага с 15 инженера, техници и чертожници.

## Конструиране и разработка
АНТ-2 е конструиран в ЦАГИ. След завършването си самолета представлява моноплан с триъгълно напречно сечение, което се оказва полезно заради подобрената здравина. Това премахва необходимостта от подпори за фюзелажа за поддържане на формата. Също така това придава аеродинамичност на самолета и му помага при избягването на завихряния. Самият фюзелаж е разделен на три секции: първата предоставя лесен достъп до двигателя при проверки, втората е затворено отделение за двата пасажера и третата, която остава свободна, е за опашните елементи. Отделението за пасажерите е зад и под кабината, в която е поместен пилотът под открито небе.
Първият самолет АНТ-2 е завършен май 1924 г., а първият полет е направен на 26 май, ръководен е от Николай Петров.

## Характеристики
- Екипаж – 1 пилот
- Капацитет – 2 пасажери
- Дължина – 7,5 m
- Разпереност – 10 m
- Площ на крилете – 17,5 m2
- Тегло без горивото – 523 kg
- Тегло с горивото – 836 kg
- Двигател – 1 Бристол Луцифер, 75 kW
- Максимална скорост – 170 km/h
- Радиус на полета – 425 km